# Gurpegui (Navarra)
Gurpegui (Gurpegi en euskera) es un despoblado ubicado en el valle de Arce, en la merindad de Sangüesa de la Comunidad Foral de Navarra. Corresponde al partido judicial de Aoiz. Se encuentra en las inmediaciones del nuevo trazado de la carretera NA-1720, desviada tras la construcción del embalse de Itoiz, justo antes del tùnel de Nagore.
Contó con un máximo de 35 habitantes censados en 1786, constando residentes empadronados hasta el censo de 1960. Destacan entre sus construcciones el palacio y la iglesia dedicada a la Purísima Concepción.